# Eupsilia olivacea
Eupsilia olivacea är en fjärilsart som beskrevs av Porritt 1923. Eupsilia olivacea ingår i släktet Eupsilia och familjen nattflyn. Inga underarter finns listade i Catalogue of Life.